# 7시 음악카페
7시 음악카페는 KBS청주 해피FM에서 2024년 2월 5일부터 2024년 11월 29일까지 9개월간 방송했던 라디오 프로그램이다. DJ는 양문석 아나운서이며, 방송시간은 평일 저녁 7시부터 밤 8시까지이다.

## 프로그램 소개
따뜻한 차 한 잔이 생각나는 저녁 7시, 아날로그 감성이 가득한 올드팝·대중가요 그리고 평소 쉽게 접하지 못했던 재즈·락까지 주옥같은 음악으로 여러분을 찾아갑니다. 매일 저녁 7시, 카페지기 양문석 아나운서가 여러분의 커피 메이트가 되어 드립니다.